# ریکی گریبس
ریکی گریبس (انگلیسی: Ricky Greenough؛ زادهٔ ۳۰ مهٔ ۱۹۶۱) بازیکن فوتبال اهل بریتانیا است.
از باشگاه‌هایی که در آن بازی کرده‌است می‌توان به باشگاه فوتبال یورک سیتی اشاره کرد.